# Minagrion
Minagrion là một chi chuồn chuồn kim trong họ Coenagrionidae.

## Các loài
Minagrion có 5 loài:
- Minagrion caldense Santos, 1965
- Minagrion canaanense Santos, 1967
- Minagrion mecistogastrum (Selys, 1876)
- Minagrion ribeiroi (Santos, 1962)
- Minagrion waltheri (Selys, 1876)